# Michael von Kienmayer
Michael von Kienmayer (Vienna, 17 gennaio 1755 – Vienna, 18 ottobre 1828) è stato un generale austriaco.
Nato da famiglia nobile, iniziò la sua carriera nell'esercito nel 1774 quale cadetto in fanteria, ma ben presto decise di prestare servizio nel reggimento degli Ussari, dove nel giro di un anno ottenne il grado di tenente.
Si distinse nella guerra di successione bavarese (1778-1779) e venne nominato capitano. Partecipò alle operazioni seguenti contro la Turchia in qualità di comandante di divisione. Dal 1789 fu colonnello e nel 1794 diede prova del proprio talento nelle battaglie contro i francesi sul campo di battaglia dei Paesi Bassi e si meritò il grado di generale di divisione.
Dal 1799 fu al comando della divisione dell'esercito tedesco degli austriaci ed entro un anno ricevette il grado di tenente feldmaresciallo. Nel 1802, dopo aver siglato la pace, fu nominato comandante di uno dei distretti interni, ma durante la campagna del 1805 assunse la carica di comandante di corpo d'armata e nella battaglia di Austerlitz fu incaricato di comandare l'avanguardia delle forze austriache.
Nel 1806-1809 servì nei distretti interni in qualità di comandante di divisione e nel 1809 guidò nuovamente un corpo d'armata in battaglia. In particolare, le azioni delle sue unità predeterminarono il fallimento dei piani di Napoleone nella battaglia di Aspern - Essling. Nella stessa campagna giunse quasi a distruggere i corpi d'armata del generale Junot e per i suoi servizi ottenne il grado di generale di cavalleria.
Durante gli anni dal 1809 al 1820 non prese parte a battaglie e occupò le cariche di comandante in capo delle truppe in Boemia, Galizia, Transilvania e Brune; inoltre, fu ispettore generale di cavalleria. Si ritirò con l'iscrizione onoraria nelle riserve, e morì a Vienna il 18 ottobre 1828.